# ミュンヘン・バッハ管弦楽団
ミュンヘン・バッハ管弦楽団（Münchener Bach-Orchester）は、ドイツ・ミュンヘンを本拠地とするオーケストラである。

## 概要
1953年にカール・リヒターによりミュンヘン・バッハ合唱団と協演するため設立。J・S・バッハの音楽を演奏することが主な目的で、同地でのコンサートや教会での演奏を行っている。リヒターの死去後は1984年から2001年までハンス＝マルティン・シュナイト（現・名誉指揮者）が管弦楽団とミュンヘン・バッハ合唱団の芸術監督を務めた。その後はハンス＝イエルク・アルブレヒトが芸術監督を務めている。
レコーディングはほとんどがバッハの作品で、名盤の誉れ高い『マタイ受難曲』などの宗教曲の他、主要管弦楽曲・協奏曲やカンタータ選集がある。しかし最近ではマーラーの『大地の歌』（室内楽版）を録音するなど活動範囲を広めている。